# Olympische Winterspiele 1998/Eiskunstlauf
Bei den XVIII. Olympischen Winterspielen 1998 in Nagano fanden vier Wettbewerbe im Eiskunstlauf statt. Austragungsort war die Kunsteisbahn im White Ring.

## Bilanz

### Medaillenspiegel
| Platz | Land                | Gold | Silber | Bronze | Gesamt |
| ----- | ------------------- | ---- | ------ | ------ | ------ |
| 1     | Russland            | 3    | 2      | –      | 5      |
| 2     | Vereinigte Staaten  | 1    | 1      | –      | 2      |
| 3     | Kanada              | –    | 1      | –      | 1      |
| 4     | Frankreich          | –    | –      | 2      | 2      |
| 5     | Deutschland         | –    | –      | 1      | 1      |
| 5     | Volksrepublik China | –    | –      | 1      | 1      |

### Medaillengewinner
| Konkurrenz | Gold                                | Silber                                  | Bronze                             |
| ---------- | ----------------------------------- | --------------------------------------- | ---------------------------------- |
| Herren     | Ilja Kulik                          | Elvis Stojko                            | Philippe Candeloro                 |
| Damen      | Tara Lipinski                       | Michelle Kwan                           | Chen Lu                            |
| Paare      | Oxana Kasakowa / Artur Dmitrijew    | Jelena Bereschnaja / Anton Sicharulidse | Mandy Wötzel / Ingo Steuer         |
| Eistanz    | Oxana Grischtschuk / Jewgeni Platow | Anschelika Krylowa / Oleg Owsjannikow   | Marina Anissina / Gwendal Peizerat |

## Ergebnisse
- Bew. = Bewertung
- K = Kür
- KP = Kurzprogramm
- OT = Originaltanz
- PT = Pflichttanz

### Herren
| Platz              | Land | Sportler                 | KP | K  | Bew. |
| ------------------ | ---- | ------------------------ | -- | -- | ---- |
| 1                  | RUS  | Ilja Kulik               | 01 | 01 | 01,5 |
| 2                  | CAN  | Elvis Stojko             | 02 | 03 | 04,0 |
| 3                  | FRA  | Philippe Candeloro       | 05 | 02 | 04,5 |
| 4                  | USA  | Todd Eldredge            | 03 | 04 | 05,5 |
| 5                  | RUS  | Alexei Jagudin           | 04 | 05 | 07,0 |
| 6                  | GBR  | Steven Cousins           | 06 | 07 | 10,0 |
| 7                  | USA  | Michael Weiss            | 11 | 06 | 11,5 |
| 8                  | CHN  | Guo Zhengxin             | 10 | 09 | 14,0 |
| 9                  | DEN  | Michael Tyllesen         | 09 | 11 | 15,5 |
| 10                 | UKR  | Wjatscheslaw Sahorodnjuk | 16 | 08 | 16,0 |
| 11                 | BUL  | Iwan Dinew               | 07 | 14 | 17,5 |
| 12                 | CAN  | Jeffrey Langdon          | 17 | 10 | 18,5 |
| 13                 | HUN  | Szabolcs Vidrai          | 12 | 13 | 19,0 |
| 14                 | UKR  | Dmytro Dmytrenko         | 08 | 16 | 20,0 |
| 15                 | JPN  | Takeshi Honda            | 18 | 12 | 21,0 |
| 16                 | AZE  | İqor Paskeviç            | 13 | 15 | 21,5 |
| 17                 | JPN  | Yamato Tamura            | 15 | 17 | 24,5 |
| 18                 | ISR  | Michael Shmerkin         | 14 | 18 | 25,0 |
| 19                 | UZB  | Roman Skornyakov         | 20 | 19 | 29,0 |
| 20                 | EST  | Margus Hernits           | 19 | 20 | 29,5 |
| 21                 | ROM  | Cornel Gheorghe          | 21 | 21 | 31,5 |
| 22                 | SUI  | Patrick Meier            | 22 | 22 | 33,0 |
| 23                 | ITA  | Gilberto Viadana         | 24 | 23 | 35,0 |
| 24                 | KOR  | Lee Kyu-hyun             | 23 | 24 | 35,5 |
| Kür nicht erreicht |      |                          |    |    |      |
| 25                 | AUS  | Anthony Liu              | 25 | —  | —    |
| 26                 | SVK  | Róbert Kažimír           | 26 | —  | —    |
| 27                 | TPE  | David Liu                | 27 | —  | —    |
| 28                 | KAZ  | Juri Litwinow            | 28 | —  | —    |
| 29                 | LUX  | Patrick Schmit           | 29 | —  | —    |

Datum: 12. und 14. Februar 1998

### Damen
| Platz              | Land | Sportlerin               | KP | K  | Bew. |
| ------------------ | ---- | ------------------------ | -- | -- | ---- |
| 1                  | USA  | Tara Lipinski            | 02 | 01 | 02,0 |
| 2                  | USA  | Michelle Kwan            | 01 | 02 | 02,5 |
| 3                  | CHN  | Chen Lu                  | 04 | 03 | 05,0 |
| 4                  | RUS  | Marija Butyrskaja        | 03 | 04 | 05,5 |
| 5                  | RUS  | Irina Sluzkaja           | 05 | 05 | 07,5 |
| 6                  | FRA  | Vanessa Gusmeroli        | 08 | 06 | 10,0 |
| 7                  | RUS  | Jelena Sokolowa          | 10 | 07 | 12,0 |
| 8                  | UZB  | Tatjana Malinina         | 09 | 08 | 12,5 |
| 9                  | UKR  | Olena Ljaschenko         | 07 | 10 | 13,5 |
| 10                 | FRA  | Surya Bonaly             | 06 | 11 | 14,0 |
| 11                 | UKR  | Julija Lawrentschuk      | 15 | 09 | 16,5 |
| 12                 | AUS  | Joanne Carter            | 11 | 12 | 17,5 |
| 13                 | JPN  | Shizuka Arakawa          | 14 | 14 | 21,0 |
| 14                 | AUT  | Julia Lautowa            | 21 | 13 | 23,5 |
| 15                 | HUN  | Júlia Sebestyén          | 19 | 15 | 24,5 |
| 16                 | AZE  | Julija Worobjowa         | 18 | 16 | 25,0 |
| 17                 | USA  | Nicole Bobek             | 17 | 17 | 25,5 |
| 18                 | CZE  | Lenka Kulovaná           | 16 | 18 | 26,0 |
| 19                 | POL  | Anna Rechnio             | 13 | 20 | 26,5 |
| 20                 | FRA  | Laetitia Hubert          | 12 | 21 | 27,0 |
| 21                 | FIN  | Alisa Drei               | 20 | 19 | 29,0 |
| 22                 | ESP  | Marta Andrade            | 24 | 22 | 34,0 |
| 23                 | SLO  | Mojca Kopač              | 22 | 23 | 34,0 |
| 24                 | RSA  | Shirene Human            | 23 | 24 | 35,5 |
| Kür nicht erreicht |      |                          |    |    |      |
| 25                 | CRO  | Ivana Jakupčević         | 25 | —  | —    |
| 26                 | SWE  | Helena Grundberg         | 26 | —  | —    |
| 27                 | ITA  | Tony-Sabrina Bombardieri | 27 | —  | —    |
| 28                 | BUL  | Sofia Penkowa            | 28 | —  | —    |

Datum: 18. und 20. Februar 1998

### Paare
| Platz | Land | Paar                                       | KP | K  | Bew. |
| ----- | ---- | ------------------------------------------ | -- | -- | ---- |
| 1     | RUS  | Oxana Kasakowa / Artur Dmitrijew           | 01 | 01 | 01,5 |
| 2     | RUS  | Jelena Bereschnaja / Anton Sicharulidse    | 03 | 02 | 03,5 |
| 3     | GER  | Mandy Wötzel / Ingo Steuer                 | 02 | 03 | 04,0 |
| 4     | USA  | Kyoko Ina / Jason Dungjen                  | 04 | 04 | 06,0 |
| 5     | CHN  | Shen Xue / Zhao Hongbo                     | 08 | 05 | 09,0 |
| 6     | FRA  | Sarah Abitbol / Stéphane Bernadis          | 07 | 06 | 09,5 |
| 7     | RUS  | Marina Jelzowa / Andrei Buschkow           | 05 | 07 | 09,5 |
| 8     | USA  | Jenni Meno / Todd Sand                     | 06 | 09 | 12,0 |
| 9     | GER  | Peggy Schwarz / Mirko Müller               | 09 | 08 | 12,5 |
| 10    | POL  | Dorota Zagórska / Mariusz Siudek           | 10 | 11 | 16,0 |
| 11    | UKR  | Jewgenia Filonenko / Ihor Martschenko      | 13 | 10 | 16,5 |
| 12    | CAN  | Kristy Sargeant / Kris Wirtz               | 11 | 12 | 17,5 |
| 13    | AUS  | Danielle McGrath / Stephen Carr            | 15 | 13 | 20,5 |
| 14    | KAZ  | Marina Chalturina / Andrei Krukow          | 16 | 14 | 22,0 |
| 15    | CZE  | Kateřina Beránková / Otto Dlabola          | 14 | 15 | 22,0 |
| 16    | CAN  | Marie-Claude Savard-Gagnon / Luc Bradet    | 12 | 16 | 22,0 |
| 17    | FRA  | Sabrina Lefrançois / Nicolas Osseland      | 17 | 17 | 25,5 |
| 18    | AZE  | Inga Rodionowa / Aleksandr Aniçenko        | 19 | 18 | 27,5 |
| 19    | ARM  | Marija Krasiltsewa / Aleksandr Tschestnich | 18 | 19 | 28,0 |
| 20    | JPN  | Marie Arai / Shin Amano                    | 20 | 20 | 30,0 |

Datum: 8. und 10. Februar 1998
Oxana Kasakowa und Artur Dmitrijew gewann sicher den Wettbewerb. Die Wertung der Paare auf Platz zwei und drei war knapp und kontrovers. Das zweite deutsche Paar Peggy Schwarz und Mirko Müller wurde neuntes von 20 Paaren. Paare aus Österreich und der Schweiz waren nicht am Start.

### Eistanz
| Platz | Land | Paar                                       | PT1 | PT2 | OT | K  | Bew. |
| ----- | ---- | ------------------------------------------ | --- | --- | -- | -- | ---- |
| 1     | RUS  | Oxana Grischtschuk / Jewgeni Platow        | 01  | 01  | 01 | 01 | 02,0 |
| 2     | RUS  | Anschelika Krylowa / Oleg Owsjannikow      | 02  | 02  | 02 | 02 | 04,0 |
| 3     | FRA  | Marina Anissina / Gwendal Peizerat         | 03  | 03  | 03 | 04 | 07,0 |
| 4     | CAN  | Shae-Lynn Bourne / Victor Kraatz           | 05  | 04  | 04 | 03 | 07,2 |
| 5     | RUS  | Irina Lobatschowa / Ilja Awerbuch          | 04  | 05  | 05 | 05 | 09,8 |
| 6     | ITA  | Barbara Fusar-Poli / Maurizio Margaglio    | 06  | 06  | 06 | 06 | 12,0 |
| 7     | USA  | Elizabeth Punsalan / Jerod Swallow         | 07  | 07  | 07 | 07 | 14,0 |
| 8     | LTU  | Margarita Drobiazko / Povilas Vanagas      | 08  | 09  | 08 | 08 | 16,2 |
| 9     | UKR  | Irina Romanowa / Ihor Jaroschenko          | 09  | 08  | 10 | 09 | 18,4 |
| 10    | GER  | Kati Winkler / René Lohse                  | 11  | 11  | 09 | 10 | 19,8 |
| 11    | FRA  | Sophie Moniotte / Pascal Lavanchy          | 10  | 10  | 12 | 11 | 22,2 |
| 12    | POL  | Sylwia Nowak / Sebastian Kolasiński        | 12  | 12  | 11 | 12 | 23,4 |
| 13    | CZE  | Kateřina Mrázová / Martin Šimeček          | 13  | 13  | 13 | 13 | 26,0 |
| 14    | ISR  | Galit Chait / Sergei Sachnowski            | 17  | 14  | 14 | 14 | 28,6 |
| 15    | UKR  | Elena Hruschyna / Ruslan Hontscharow       | 15  | 16  | 15 | 15 | 30,2 |
| 16    | BLR  | Tatjana Nawka / Nikolai Morosow            | 14  | 15  | 17 | 16 | 32,0 |
| 17    | ITA  | Diane Gerencser / Pasquale Camerlengo      | 16  | 17  | 16 | 17 | 33,2 |
| 18    | BUL  | Albena Denkowa / Maxim Stawiski            | 18  | 18  | 18 | 18 | 36,0 |
| 19    | CAN  | Chantal Lefebvre / Michel Brunet           | 19  | 19  | 19 | 19 | 38,0 |
| 20    | FRA  | Dominique Deniaud / Martial Jaffredo       | 20  | 21  | 21 | 20 | 40,8 |
| 21    | USA  | Jessica Joseph / Charles Butler            | 22  | 20  | 20 | 21 | 41,4 |
| 22    | KAZ  | Elizaveta Stekolnikova / Dmitrii Kazarlyga | 23  | 22  | 22 | 22 | 44,2 |
| 23    | JPN  | Aya Kawai / Hiroshi Tanaka                 | 21  | 23  | 23 | 23 | 45,6 |
| 24    | ARM  | Ksenja Smetanenko / Samwel Gesaljan        | 24  | 24  | 24 | 24 | 48,0 |

Datum: 13., 15. und 16. Februar 1998